# O'odham
L’o’odham est une langue uto-aztèque du Sud de la branche des langues pimiques parlée aux États-Unis et Mexique, dans le sud de l'Arizona et le nord de Sonora. Ses deux variantes, anciennement connues sous les termes de papago et pima, sont respectivement le tohono o’odham et l’akimel o’odham, et sont considérés comme deux dialectes d'une même langue, l’o’odham.

## Phonologie
Les tableaux présentent l'orthographe o’odham, à gauche, avec, à droite, la prononciation en API.

### Voyelles
|         | Antérieure    | Centrale      | Postérieure   |
| ------- | ------------- | ------------- | ------------- |
| Fermée  | i [i] iː [iː] |               | u [u] uː [uː] |
| Moyenne | e [ɨ] eː [ɨː] |               | o [o] oː [oː] |
| Ouverte |               | a [a] aː [aː] |               |

### Consonnes
|               |               | Bilabiale | Dentale     | Palatale      | Vélaire | Glottale |
| ------------- | ------------- | --------- | ----------- | ------------- | ------- | -------- |
| Occlusives    | Sourdes       | p [p]     | t [t]       |               | k [k]   | ʔ [ʔ]    |
| Occlusives    | Sonores       | b [b]     | ḍ [tʾ]      |               | g [g]   |          |
| Fricatives    | Fricatives    |           | d [ð] s [s] | ṣ [ʃ]         |         | h [h]    |
| Affriquées    | Affriquées    |           |             | c [t͡ʃ] j [d͡ʒ] |         |          |
| Nasales       | Nasales       | m [m]     | n [n]       | ñ [ɲ]         | ŋ [ŋ]   |          |
| Liquides      | Liquides      |           | l [r]       |               |         |          |
| Semi-voyelles | Semi-voyelles | w [w]     |             | y [j]         |         |          |

## Écriture
Deux orthographes utilisant l’alphabet latin ont été développées pour l’o’odham : l’orthographe d’Albert Alvarez et Kenneth Hale dans la fin des années 1960 et l’orthographe de Dean Saxton et Lucille Saxton pour le dictionnaire Papago and Pima to English dictionary publié par le University of Arizona Press. Le système d’Alvarez et Hale a été adopté officiellement par la nation Tohono Oʼodham (en) en 1974, ainsi que par la communauté indienne pima–maricopa de Salt River. Le coup de glotte en début de mot ou les voyelles brèves ne sont pas transcrit avec l’orthographe Saxton.
| ’ | a | b | c | d | ḍ | e | g | h | i | j | k | l | m | n | ñ | ŋ | o | p | s | ṣ | t | u | w | y |